# Patrick Van Kerrebrouck
Patrick Van Kerrebrouck (* 9. Juli 1949) ist ein französischer Historiker und Genealoge.
Er ist Spezialist für die Genealogie des französischen Königshauses und seiner Verzweigungen, dem er das ab 1987 publizierte umfangreiche Werk Nouvelle histoire de l’auguste Maison de France gewidmet hat, von dem aber bislang nur etwa die Hälfte publiziert wurde.

## Werke
- Nouvelle histoire de l’auguste Maison de France. 1987ff.
  - Band 1.1 (Hrsg., Autor: Christian Settipani): La préhistoire des Capétiens, 481–987, Partie 1 : Mérovingiens, Carolingiens et Robertiens. 1993, ISBN 2-9501509-3-4.
  - Band 2: Les Capétiens, 987–1328. 2000, ISBN 2-9501509-4-2.
  - Band 3: Les Valois. 1990, ISBN 2-9501509-2-6.
  - Band 4: La maison de Bourbon, 1256–1987. 1987, ISBN 2-9501509-1-8.
- Révolution et Contre-Révolution en Flandre : le clergé de Bailleul, Caestre et Terdeghem témoigne. Comité Flamand de France, 1989, ISBN 2-908062-00-3.
- mit Hervé Pinoteau: Clefs pour une somme. Comportant l'index et la bibliographie de La symbolique royale française et du Chaos français et ses signes ainsi que des additions et corrections. Presses Sainte-Radgonde, 2011, ISBN 978-2-908571-61-5.